# Arkadiusz Kostek
Arkadiusz Kostek (ur. 16 czerwca 1994 w Opolu) – polski hokeista grający na pozycji obrońcy, reprezentant kraju.

## Kariera klubowa
Arkadiusz Kostek karierę rozpoczął w juniorach Orlika Opole, w których występował do 2010 roku. Następnie został uczniem Szkoły Mistrzostwa Sportowego w Sosnowcu, gdzie grał w tamtejszych drużynach hokejowych, a w 2013 roku został jego absolwentem. Potem wrócił do Orlika Opole, a w 2014 roku przeniósł się do GKS-u Jastrzębie-Zdrój, w barwach którego zadebiutował w Polskiej Hokej Lidze.
Po zakończeniu sezonu 2013/2014 wrócił do Orlika Opole, który po 10 latach wróćił do najwyższej klasy rozgrywkowej, a Kostek latach 2014–2019 stanowił o sile opolskiego zespołu.
20 stycznia 2019 roku, po przegranym 1:5 domowym meczu ligowym z PKH Gdańsk odszedł z pozostającego w poważnych problemach kadrowych i finansowych opolskiego klubu i został zawodnikiem GKS-u Jastrzębie-Zdrój, z którym związał się do końca sezonu 2018/2019. Sezon 2019/2020 okazał się najlepszym dotąd w karierze Kostka oraz jastrzębskiego zespołu: po wygranej w finale 2:0 z Unią Oświęcim zdobył Puchar Polski oraz zdobył Puchar Wyszehradzki, natomiast rozgrywki Polskiej Hokej Ligi, które zostały przedwcześnie zakończone z powodu pandemii koronawirusa, zakończył na 3. miejscu.
W maju 2024 został zawodnikiem GKS Katowice. Odszedł z tego klubu w styczniu 2025.

## Kariera reprezentacyjna
Arkadiusz Kostek wystąpił z reprezentacją Polski U-18 na mistrzostwach świata U-18 Dywizji IA 2012 w węgierskim Székesfehérvár, na których Biało-Czerwoni zajęli 5. miejsce oraz dwukrotnie z reprezentacją Polski U-20 na mistrzostwach świata juniorów (2013 – awans do Dywizji IA, 2014 – spadek z Dywizji IA).
W seniorskiej reprezentacji Polski zadebiutował 9 listopada 2018 roku w Hali Olivia w Gdańsku w meczu z reprezentacją Danii w ramach turnieju Euro Ice Hockey Challenge. Jednak mecz przy stanie 1:0 dla Biało-Czerwonych z powodu awarii został przerwany i został on uznany za nieodbyty. Oficjalny debiut zaliczył dzień później, 10 listopada 2018 roku w przegranym 2:4 meczu z reprezentacją Norwegii. Był również członkiem Biało-Czerwonych na mistrzostwach świata Dywizji IB 2019 w Tallinnie, na których zajęli 2. miejsce i tym samym nie uzyskali awansu do Dywizji IA.
Kostek w 2020 roku został powołany na turniej kwalifikacyjny igrzysk olimpijskich 2022, który został rozegrany w lodowisku Barys Arena w Astanie. Kostek na tym turnieju zdobył 2 punkty (1 gol, 1 asysta) i w dużym stopniu przyczynił się do awansu do turnieju finałowego, który ma zostać rozegrany we wrześniu 2021 roku w Bratysławie.

## Statystyki

### Klubowe
M = rozegrane mecze; G = Gole; A = asysty; Pkt = punkty; Min = minuty na ławce kar
| 2010−2011            | SMS II Sosnowiec     | I liga polska        | 22  | 2  | 5  | 7  | 0  | −  | − | − | − | − |
| 2010−2011            | SMS Sosnowiec        | I liga polska        | 12  | 1  | 2  | 3  | 0  | −  | − | − | − | − |
| 2011−2012            | Orlik Opole          | I liga polska        | −   | −  | −  | −  | −  | −  | − | − | − | − |
| 2011−2012            | SMS Sosnowiec        | I liga polska        | 29  | 0  | 1  | 1  | 0  | −  | − | − | − | − |
| 2012−2013            | SMS Sosnowiec        | I liga polska        | 22  | 0  | 2  | 2  | 0  | −  | − | − | − | − |
| 2013−2014            | Orlik Opole          | I liga polska        | 32  | 5  | 18 | 23 | 14 | 7  | 2 | 1 | 3 | 2 |
| 2013−2014            | GKS Jastrzębie-Zdrój | PHL                  | 4   | 0  | 1  | 1  | 0  | −  | − | − | − | − |
| 2014−2015            | Orlik Opole          | PHL                  | 46  | 2  | 6  | 8  | 10 | 3  | 0 | 1 | 1 | 0 |
| 2015−2016            | Orlik Opole          | PHL                  | 42  | 3  | 4  | 7  | 4  | 3  | 0 | 1 | 1 | 0 |
| 2016−2017            | Orlik Opole          | PHL                  | 40  | 1  | 3  | 4  | 12 | 5  | 1 | 0 | 1 | 0 |
| 2017−2018            | Orlik Opole          | PHL                  | 38  | 0  | 6  | 6  | 22 | 7  | 1 | 1 | 2 | 4 |
| 2018−2019            | Orlik Opole          | PHL                  | 37  | 3  | 15 | 18 | 10 | −  | − | − | − | − |
| 2018−2019            | GKS Jastrzębie-Zdrój | PHL                  | 3   | 0  | 1  | 1  | 2  | 3  | 0 | 0 | 0 | 0 |
| 2019−2020            | GKS Jastrzębie-Zdrój | PHL                  | 41  | 5  | 8  | 13 | 16 | 7  | 1 | 1 | 2 | 2 |
| 2020−2021            | GKS Jastrzębie-Zdrój | PHL                  | −   | −  | −  | −  | −  | −  | − | − | − | − |
| I liga polska Ogółem | I liga polska Ogółem | I liga polska Ogółem | 117 | 8  | 28 | 36 | 14 | 7  | 2 | 1 | 3 | 2 |
| PHL Ogółem           | PHL Ogółem           | PHL Ogółem           | 251 | 14 | 44 | 58 | 76 | 28 | 3 | 4 | 7 | 6 |

### Reprezentacyjne
| Rok                | Drużyna            | Turniej            | Miejsce            |    | M | G | A | Pkt | Min |
| ------------------ | ------------------ | ------------------ | ------------------ | -- | - | - | - | --- | --- |
| 2012               | Polska U-18        | MŚU18-DIB          | 5                  | 5  | 0 | 0 | 0 | 2   |     |
| 2012               | Polska U-20        | MŚU20-DIB          | 1                  | 5  | 0 | 1 | 1 | 2   |     |
| 2013               | Polska U-20        | MŚU20-DIA          | 6                  | 3  | 1 | 1 | 2 | 4   |     |
| 2018               | Polska             | Int.               | −                  | 2  | 0 | 0 | 0 | 0   |     |
| 2019               | Polska             | Int.               | −                  | 6  | 0 | 0 | 0 | 2   |     |
| 2019               | Polska             | MŚ-DI              | 2                  | 5  | 0 | 1 | 1 | 2   |     |
| 2020               | Polska             | Kw. IO             | 1                  | 3  | 1 | 1 | 2 | 4   |     |
| Ogółem jako junior | Ogółem jako junior | Ogółem jako junior | Ogółem jako junior | 15 | 1 | 1 | 2 | 0   |     |
| Ogółem jako senior | Ogółem jako senior | Ogółem jako senior | Ogółem jako senior | 16 | 1 | 2 | 3 | 8   |     |

| Mecze i gole w reprezentacji | Mecze i gole w reprezentacji | Mecze i gole w reprezentacji | Mecze i gole w reprezentacji | Mecze i gole w reprezentacji      | Mecze i gole w reprezentacji | Mecze i gole w reprezentacji | Mecze i gole w reprezentacji | Mecze i gole w reprezentacji |
| Nr                           | Data                         | Miasto                       | Przeciwnik                   | Wynik                             | Bramki                       | Asysty                       | Kary (minuty)                | Rozgrywki                    |
| ---------------------------- | ---------------------------- | ---------------------------- | ---------------------------- | --------------------------------- | ---------------------------- | ---------------------------- | ---------------------------- | ---------------------------- |
| 1.                           | 10.11.2018                   | Gdańsk                       | Norwegia                     | 2:4 (0:1, 2:2, 0:1)               | 0                            | 0                            | 0                            | Euro Ice Hockey Challenge    |
| 2.                           | 11.11.2018                   | Gdańsk                       | Austria                      | 0:2 (0:0, 0:2, 0:0)               | 0                            | 0                            | 0                            | Euro Ice Hockey Challenge    |
| 3.                           | 08.02.2019                   | Browary                      | Ukraina                      | 5:1 (0:4, 0:1, 1:0)               | 0                            | 0                            | 0                            | Towarzyski                   |
| 4.                           | 09.02.2019                   | Browary                      | Rumunia                      | 0:2 (0:0, 0:1, 0:1)               | 0                            | 0                            | 0                            | Towarzyski                   |
| 5.                           | 10.04.2019                   | Miszkolc                     | Węgry                        | 1:2 (0:0, 1:0, 0:1 - 0:0, k. 0:2) | 0                            | 0                            | 0                            | Towarzyski                   |
| 6.                           | 12.04.2019                   | Miszkolc                     | Węgry                        | 2:4 (0:1, 0:0, 2:3)               | 0                            | 1                            | 0                            | Towarzyski                   |
| 7.                           | 23.04.2019                   | Elektreny                    | Litwa                        | 6:5 (1:0, 1:3, 3:2 - 1:0)         | 0                            | 0                            | 0                            | Mecz towarzyski              |
| 8.                           | 24.04.2019                   | Elektreny                    | Litwa                        | 0:3 (0:1, 0:2, 0:0)               | 0                            | 0                            | 2                            | Mecz towarzyski              |
| 9.                           | 28.04.2019                   | Tallinn                      | Holandia                     | 8:1 (1:1, 2:0, 5:0)               | 0                            | 1                            | 0                            | MŚ-DIB 2019                  |
| 10.                          | 29.04.2019                   | Tallinn                      | Ukraina                      | 7:3 (2:1, 4:1, 1:1)               | 0                            | 0                            | 0                            | MŚ-DIB 2019                  |
| 11.                          | 01.05.2019                   | Tallinn                      | Rumunia                      | 2:3 (0:1, 0:0, 2:1 - 0:1)         | 0                            | 0                            | 0                            | MŚ-DIB 2019                  |
| 12.                          | 02.05.2019                   | Tallinn                      | Estonia                      | 3:1 (1:0, 0:0, 2:2)               | 0                            | 0                            | 2                            | MŚ-DIB 2019                  |
| 13.                          | 04.05.2019                   | Tallinn                      | Japonia                      | 7:4 (1:1, 4:0, 2:3)               | 0                            | 0                            | 0                            | MŚ-DIB 2019                  |
| 14.                          | 06.02.2020                   | Astana                       | Holandia                     | 8:0 (3:0, 4:0, 1:0)               | 1                            | 1                            | 4                            | Kw. IO 2022                  |
| 15.                          | 07.02.2020                   | Astana                       | Ukraina                      | 6:1 (1:1, 2:0, 3:0)               | 0                            | 0                            | 0                            | Kw. IO 2022                  |
| 16.                          | 09.02.2020                   | Astana                       | Kazachstan                   | 3:2 (1:0, 1:2, 1:0)               | 0                            | 0                            | 0                            | Kw. IO 2022                  |

## Sukcesy
Reprezentacyjne
- Awans do mistrzostw świata juniorów Dywizji I Grupy A: 2013
- Awans do mistrzostw świata Dywizji I Grupy A: 2022
- Awans do mistrzostw świata Elity: 2023

Klubowe
- Brązowy medal mistrzostw Polski: 2020, 2022 z JKH GKS Jastrzębie
- Puchar Polski: 2019, 2021 z JKH GKS Jastrzębie
- Puchar Wyszehradzki: 2020 z JKH GKS Jastrzębie
- Złoty medal mistrzostw Polski: 2021 z JKH GKS Jastrzębie
- Superpuchar Polski: 2021 z JKH GKS Jastrzębie
- Finał Pucharu Polski: 2023 z JKH GKS Jastrzębie

Indywidualne
- Mistrzostwa Świata w Hokeju na Lodzie 2022 (I Dywizja)#Grupa B:
  - Zwycięski gol w meczu Polska – Japonia 2:0, przesądzający o zwycięstwie w turnieju i awansie do Dywizji IA (1 maja 2022)[5][6][7]
- Mistrzostwa Świata w Hokeju na Lodzie 2023 (I Dywizja)#Grupa A:
  - Szóste miejsce w klasyfikacji +/- turnieju: +5[8]